# Pederastia

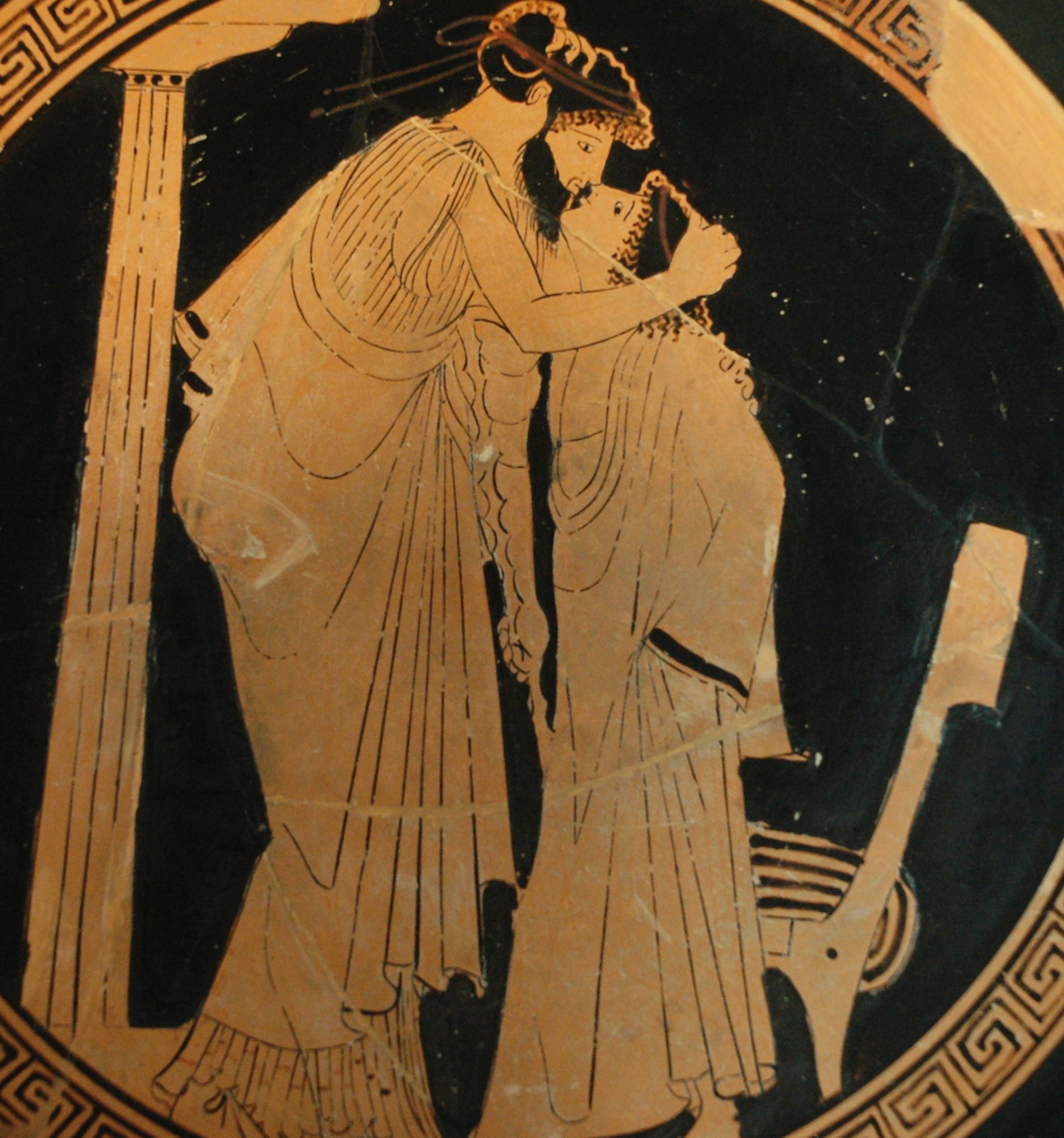
Pocałunek Malarz Bryzeidy ok. 480 r. p.n.e. Paryż, Luwr

Pederastia (stgr. παῖς chłopiec + stgr. ἐραστής – w przekładzie Witwickiego: miłośnik) – termin wywodzący się z języka greckiego (dosł. miłość do chłopców) – w języku polskim w węższym sensie oznacza specyficzną formę homoseksualizmu męskiego, polegającą na związkach erotycznych lub kontaktach seksualnych mężczyzn lub młodzieńców (erastesów, miłośników), z młodzieńcami lub chłopcami (eromenosami, lubymi, oblubieńcami), zazwyczaj opartych na różnicy wieku, występującą w kulturze starożytnej Grecji. Chłopcy stawali się przedmiotem zainteresowania młodzieńców i dorosłych mężczyzn już około 12 lub 13 roku życia i pozostawali nim aż do momentu osiągnięcia wieku efeba, tj. do 18 roku życia. Młodzieńcy w wieku od około 16-18 do około 20 lat mogli być zarówno miłośnikami rówieśników lub młodszych od siebie chłopców, jak i lubymi starszych mężczyzn.
W szerszym sensie termin ten w języku polskim jest także używany na oznaczenie homoseksualizmu męskiego w ogólności (lub wszelkich kontaktów seksualnych między mężczyznami). W starożytnej Grecji pederastia dotyczyła relacji homoseksualnych dorosłego mężczyzny z dojrzewającym chłopcem. Miała charakter przejściowy, jednak niektórzy mężczyźni pozostawali do końca życia w związkach z osobami tej samej płci. Zachowania seksualne nie były wyznacznikiem tożsamości.
W języku polskim termin ten może też oznaczać zjawisko związków erotycznych lub kontaktów seksualnych mężczyzn z młodzieńcami lub dojrzewającymi chłopcami, opartych na różnicy wieku, występujące w wielu kulturach świata pod różnymi nazwami i określane w języku angielskim i w angielskojęzycznej, międzynarodowej terminologii seksuologicznej jako „pederasty”.
W antropologii kulturowej spotykane jest przedstawianie tej formy homoseksualności jako przykładu jednego z trzech rodzajów homoseksualności – „homoseksualności ze strukturą wiekową” (z ang. age structured homosexuality).
Forma ta jest najmniej akceptowana we współczesnej kulturze Zachodu, spotykając się przeważnie z potępieniem. Bywa błędnie utożsamiana z homoseksualną pedofilią.
Termin ten bywa też używany w znaczeniu stosunków analnych między mężczyznami, co jest uważane za użycie nieprawidłowe, lub między dojrzałym mężczyzną a młodym chłopcem, co także jest uważane za znaczenie błędne.

## Znaczenie pierwotne

### Starożytna Grecja
Pierwotne znaczenie terminu pederastia, obecne w grece klasycznej, określa jego etymologia: greckie paiderastía oznacza dosłownie miłość do chłopców wyrażaną seksualnie lub nie w starożytnej Grecji. Jawne zachowania homoseksualne stały się powszechnym zjawiskiem w IV w. p.n.e. i poza przypadkami prostytucji były akceptowane u obywateli.
Temat pederastii był w starożytnej Grecji przedmiotem licznych dyskusji. Między innymi dyskutowano:
- Czy pederastia jest dobra, czy zła?
- Jaką postać powinna przyjąć pederastia, czystą czy seksualną?
- Jakie rodzaje działań seksualnych są prawowite?
- Czy pederastia jest wyższa nad miłość do kobiet?

### Rzym i starożytna Grecja w czasach rzymskich
W czasach rzymskich pederastia w głównej mierze straciła status rytualnej części edukacji. Proces ten postępował u coraz bardziej kosmopolitycznych Greków i w przeciwieństwie do wcześniejszych czasów zaczęto postrzegać pederastię raczej jako aktywność kierowaną pożądaniami człowieka i rywalizującą z pożądaniem kobiet. Konserwatywni myśliciele rzymscy potępiali pederastię razem z innymi formami oddawania się przyjemności. Tacyt piętnował zwyczaje greckie: „gymnasia et otia et turpes amores” – palaestrę, bezczynność oraz bezwstydnych kochanków. Także niektórzy filozofowie stoiccy wypowiadali się o tym zjawisku niepochlebnie. Mimo to relacje pederastyczne występowały dość popularnie także w Rzymie, choć nigdy nie uzyskały powszechnego uznania. Społeczna akceptacja związków pederastycznych zmalała pod wpływem kultury judeochrześcijańskiej, która zezwalała jedynie na stosunki seksualne w związku małżeńskim. W świecie, w którym od większości mężczyzn wymagano ożenku, homoseksualizm kojarzył się z cudzołóstwem, a także z rytualnymi praktykami seksualnymi typowymi dla niektórych kultów pogańskich. Postępująca chrystianizacja Europy odbywająca się kosztem kultury hellenistycznej spowodowała upadek wzorców wypracowanych w starożytnej Grecji – dotyczyło to także związków pederastycznych. Cesarz Teodozjusz I, który ogłosił chrześcijaństwo religią państwową Imperium Rzymskiego i zakazał oddawania czci pogańskim bóstwom, nakazał także ściganie homoseksualizmu jako zbrodni.

## Ewolucja znaczenia terminu
Termin pederastia zaczął być stosowany w szerszym znaczeniu w kontekście kultury judeochrześcijańskiej, w której homoseksualizm był piętnowany. Wraz z rozwojem kultury judeochrześcijańskiej pederastią zaczęto nazywać jakiekolwiek kontakty seksualne między mężczyznami bez rozróżniania intencji czy wieku partycypujących w nich osób (analogicznie do sodomii). Jednocześnie, wprowadzenie nowego wzorca kulturowego, wiążącego się m.in. z potępieniem homoseksualizmu, spowodowało, że termin pederastia nabrał charakteru pejoratywnego. W potocznym języku polskim już w połowie XIX w. słownik języka polskiego Orgelbranda notuje termin pederasta, definiując go jako: gwałciciel, hańbiciel chłopców. Jednak już w roku 1908 Słownik języka polskiego Kryńskiego i Niedźwiedzkiego, podając obok znaczenia terminu pederastia: „spółkowanie mężczyzny z mężczyzną, samcołóstwo”, także „chłopcołóstwo”, nie cechuje go ujemnie. Nowsze słowniki (Doroszewskiego, Skorupki, Szymczaka) notują już wyłącznie znaczenie szerokie – męskie kontakty homoseksualne (bez wskazania różnicy wieku partnerów i odniesienia do starożytnej Grecji), nie podając rodzaju nacechowania.

## Nacechowanie terminu w języku polskim
Użycie określenia „pederasta” było przedmiotem sporu sądowego. W 2006 roku Sąd Okręgowy w Gdańsku oddalił złożony w trybie wyborczym pozew w sprawie znieważenia przez użycie słowa „pederasta”, uzasadniając to tym, że oznacza ono właśnie męskiego homoseksualistę. Zdaniem powoda, który jest osobą homoseksualną, słowo to „jest kojarzone w opinii publicznej obraźliwie, jako określenie osoby, odczuwającej pociąg seksualny do małoletnich chłopców”, co w stosunku do jego osoby jest nieprawdziwe, i dlatego domagał się przeprosin. Pozwany tłumaczył, że znaczenie wyrazu „pederasta” jako synonimu homoseksualisty potwierdzają słowniki, w tym słownik języka polskiego i słownik wyrazów obcych. Wskazał również publiczne wypowiedzi burmistrza Berlina, a także szefa Kampanii Przeciw Homofobii Roberta Biedronia, w których określają się jako pederaści. Sąd uznał, że „nie sposób jest przyjąć tak daleko idącej interpretacji, że pederastia to kontakty seksualne z małoletnimi chłopcami”.
Związki pederastyczne, rozumiane jako związki erotyczne lub kontakty seksualne między dojrzałym mężczyzną a dojrzewającym chłopcem budzą „wielką niechęć społeczną”, są uważane za „uwodzenie młodych chłopców”, „burzenie norm społecznych” i „sprzeciwianie się ogólnie uznawanym wartościom”. Pederaści spotykają się też przeważnie z potępieniem i dyskryminacją ze strony środowiska gejowskiego, uważającego ich związki z „młodymi chłopakami” za „wyjątkowo perwersyjne i obrzydliwe”. Tomasz Stankiewicz uważa, że geje mają prawo protestować, w tym na drodze sądowej, przeciwko określaniu ich słowem pederaści.
Rzecznik Praw Obywatelskich Janusz Kochanowski uznał, że określenie „wstrętni pederaści” przynależy do mowy nienawiści używanej w celu dyskryminacji jednostek lub grup społecznych, i że posługiwanie się nim nie respektuje wymogu poszanowania godności przynależnej każdemu człowiekowi.